# Hombre Lobo (Marvel Comics)
El Hombre Lobo (en inglés: Werewolf By Night o Wolf-Man By Night) es el nombre de dos personajes que aparecen en las historietas publicadas por Marvel Comics. La primera encarnación de Jack Russell, apareció por primera vez en Marvel Spotlight #2 (febrero de 1972). La segunda encarnación de Jake Gómez, apareció por primera vez en Werewolf by Night #1 (octubre de 2020).
La encarnación de Jack Russell apareció en el especial de televisión Werewolf by Night (2022) interpretado por Gael García Bernal.

## Historia de publicación
El Hombre Lobo apareció por primera vez en Marvel Spotlight #2 (Feb. 1972) y se basaba en una idea de Roy Thomas. El nombre de la serie fue sugerido por Stan Lee y la historia debut fue elaborada por Gerry Conway y Mike Ploog. El personaje hizo una aparición adicional en Marvel Spotlight #3 y luego se graduó de su propia serie homónima en septiembre de 1972. Hombre Lobo se publicó por 43 números y corrió hasta marzo de 1977. La edición #32 contiene la primera aparición del Caballero Luna. Jack Russell coprotagonizó junto a Tigra en Giant Size Creatures #1 (julio de 1974), que fue la primera aparición de Greer Grant como Tigra en lugar de la Gata. Esa serie fue retitulada Giant-Size Werewolf con su segundo número.
Jack Russell estaba inactivo durante la mayor parte de la década de 1980. La aparición del personaje fue renovada radicalmente en Moon Knight #29. Él fue invitado en diversas ediciones de Spider-Woman, West Coast Avengers, y Doctor Strange: Sorcerer Supreme.
Hombre Lobo fue revivido más adelante en las páginas de Marvel Comics Presents, donde apareció irregularmente de 1991-1993. Hizo apariciones regulares como miembro del reparto secundario en las páginas de Morbius, the Living Vampire desde 1993 hasta 1995. Una página de cartas en una edición de Morbius mencionó que una miniserie Hombre Lobo por Len Kaminski y James Fry estaba en obras, pero la miniserie nunca se publicó.
Hombre Lobo, volumen 2 se emitió durante seis números en 1998. La serie fue escrita por Paul Jenkins y dibujada por Leonardo Manco. Tras la cancelación del libro, la historia continuó en las páginas de Strange Tales, que también contó con el Hombre Cosa. Ese volumen de Strange Tales fue cancelada después de sólo dos números debido a las malas ventas.
A principios de 2007, Marvel publicó un one-shot titulado Legión de los Monstruos: Hombre Lobo, con dibujos de Greg Land.
En enero de 2009, Jack Russell apareció en la serie limitada de cuatro números Dead of Night Featuring Werewolf, de la impresión para lectores maduros de Marvel MAX. La serie fue escrita por Duane Swierczynski, con dibujos de Mico Suayan.
Fue presentado como miembro de los Hijos de la Medianoche de Morbius en Marvel Zombies 4 en 2009.

## Biografía del personaje ficticio

### Primera manifestación
Mientras que los informes de la licantropía (convertirse en un hombre lobo) en la línea de Russoff se remontan hace muchos siglos, la primera manifestación confirmada es Grigori Russoff en 1795. Drácula mató a la esposa de Grigori Louisa después de que él se negó a reconocer la primacía de Drácula a su regreso a Transilvania. Grigori luego emboscó y destruyó a Drácula, pero fue convertido en hombre lobo por Lydia, una mujer lobo encarcelada anteriormente por el señor vampiro. Grigori tomó una segunda esposa, pero las cuentas varían en cuanto a por qué la licantropía no pudo pasar a sus descendientes. En algún momento antes de mayo de 1930, el descendiente de Grigori, Gregor, obtuvo los legendarios pergaminos Libro Oscuro uniéndolos en forma de libro. Leer los orígenes de la licantropía en el Libro Oscuro bajo una luna llena disparó la maldición latente, convirtiendo a Gregor en un hombre lobo. Gregor además transcribió gran parte de los Libro Oscuro al diario de Grigori, esencialmente creando una copia de Libro Oscuro, que utilizó como su propio diario.
Tal vez buscando una cura, Gregor vendió parte de sus bienes - incluyendo la Montaña Wundagore — a Jonathon Drew, que lo compartió con su compañero Herbert Wyndham (el futuro Alto Evolucionador). El Russoff hombre lobo mató a la esposa de Jonathon, Merriem, y Wyndham diseñó un traje de armadura recubierto de plata para protegerse, que permite la captura de Russoff. Russoff se quedó con el Evolucionador, que mantuvo al hombre lobo contenido con seguridad durante décadas. Russoff eventualmente utilizó el Libro Oscuro para convocar a Chthon para curarlo, y el Dios Anciano casi muere a través del plano terrenal; pero Magnus el Hechicero obligó a Russoff a desterrar a Chthon, quien arremetió con una ráfaga destructora que mató a Gregor. A pesar de las cuentas contrarias, el Gregor Russoff que se quedó con el Alto Evolucionador parece haber sido el abuelo (o bisabuelo) de Jack Russell. Teniendo el mismo nombre y presumiblemente usando el mismo diario contribuyó a principios de confusión. Parece más probable que el anciano Gregor fue quien transcribió el Libro Oscuro en el diario.

### Nacimiento de Jack Russell
Décadas más tarde, otro Gregor Russoff se casó con Laura, la exnovia de su hermano menor, Philip. Jacob (más tarde Jack) nació en Mediaș, Transilvania, poco después, y Laura quedó embarazada de Lissa dentro de dos años de matrimonio; sin embargo, cuando un rayo cayó el castillo transilvano de Russoff durante la luna llena, el hombre lobo Gregor escapó del encierro y comenzó a atacar a los aldeanos. Ellos rastrearon y mataron a Russoff con balas de plata. La madre de Gregor, Maria, fue apedreada y expulsada del pueblo, viviendo con los gitanos y aprendiendo magia. Después de la muerte de Gregor, Laura encontró a Philip - que se había trasladado a Los Ángeles, anglicizando su nombre a Russell - y se casaron después de un año; Jack y Lissa no estaban al tanto del pasado de Philip.
Aproximadamente quince años después, el criminal Comité se enteró de la maldición de Gregor y chantajeó a Philip, amenazando con revelar sus secretos. Para proteger el nombre de Laura, Philip les pagó, pero lo pensó mejor y canceló el pago, haciendo que el Comité envíe a Max Grant para matar a Laura. Críticamente herida en un accidente de coche el 18 cumpleaños de Jack, Laura apenas tuvo tiempo para decirle a Jack sobre su verdadero padre y la maldición del hombre lobo, por lo que Jack promete que no le hará daño a Philip, antes de morir. Habiendo heredado la licantropía la noche anterior, Jack mató a Grant, pero equivocadamente culpó a Philip por un tiempo. Laura dejó el Castillo Russoff en el nombre de Jack, pero Philip, el fiduciario, vendió el castillo a Miles Blackgar, que lo había trasladado a una isla frente a la costa de California. Jack luchó contra una pandilla de motociclistas, contagiando a sus miembros con la licantropía.

### En el camino
Jack pasó los siguientes años como un viajero, transformándose en las tres noches de luna llena en forma de hombre lobo salvaje. Aprendió del Libro Oscuro de Nathan y Agatha Timly, que secuestró brevemente al hombre lobo y conoció fines macabros. Confraternizando con el escritor Buck Cowan, Jack se coló en el castillo de Blackgar y robó el Libro Oscuro, encontrando a Miles Blackgar y su hija Marlene, cuyo poder petrificador mató a ambos Blackgar. Después de combatir el plan del deformado Cephalos para drenar su poder para estabilizar la forma de Cephalos, Jack hizo que el Padre Ramón Joaquez tradujera el Libro Oscuro. El sacerdote murió después de ser poseído por el ex custodio del Libro Oscuro, el Monje Loco del siglo XII Aelfric, y el indestructible Libro Oscuro desapareció. Jack se encontró con Joshua Kane, que cazaba al hombre lobo, y su hermano Luther Kane, quien se ofreció a prevenir que Lissa se convierta en una mujer lobo a cambio de que Jack secuestrara al recluso multimillonario Judson Hemp; conoció al mentalista Swami Rihva, que buscaba la sangre del hombre lobo para revelar el mapa del tesoro del antiguo hechicero Kaman-Ru en su «Piedra de Sangre», el demonio poseedor Krogg, y Spider-Man y Moondark el Mago. Jack luchó contra las armas sónicas de Sarnak, su primer roce con el Comité criminal que deseaba esclavizar al hombre lobo.

### Trabajando con Topaz
Después de luchar contra el sociópata Ahorcado (Harlan Krueger), Jack estuvo fascinado por Topaz, el familiar del hechicero Taboo, que buscó el Libro Oscuro. Taboo había utilizado el tomo décadas antes de conceder a su hijo, Algon, un tacto de oro, pero había perdido el libro a mitad del hechizo, atrapando a Algon en un estado inconsciente. Al carecer del Libro Oscuro, Taboo transfirió la mente de Philip Russell en Algon, pero tanto Algon y Taboo murieron, restaurando a Philip, quien explicó la muerte de Laura y se reconcilió con Jack y Lissa. Viajando a Transilvania junto a Topaz, con quien se había unido, Jack descubrió el diario de Russoff/copia del Libro Oscuro, el hombre lobo luchó contra Dracula, y the book was lost in the Alps. Jack y Topaz encontraron al cifótico Medio Loco antes de regresar a los EE. UU., y Jack luchó contra el robot Behemoth del Comité y luego Ma Mayohem, ayudado por el hombre lobo Raymond Coker. Jack se unió a la recién mutada Tigra contra Hydra, luchó contra los vampiros Louis Belski y Liza Pyne, opuestos a Ma Mayohem y su aliado el Barón Trueno, y se unió a Coker contra Lou Hackett (un policía convertido en un hombre lobo por un anillo mágico), que fue muerto en la lucha. El hombre lobo se unió al Monstruo de Frankenstein en contra de la Hermandad Satánica de Baal (quien había secuestrado a Lissa), luego luchó contra el Atlas desfigurado y el DePrayve similar a Jekyll / Hyde. Jack regresó brevemente a Transilvania tras las citaciones psíquicas de Topaz y se encontró con Maria Russoff, que utilizó magia gitana para levantar zombis para matar a los aldeanos que la habían expulsado. Maria se sacrificó para salvar a Jack de sus zombis al saber que él era su nieto.
En el Castillo de Blackgar, el Hombre Lobo, Topaz y el fragmento del espíritu arrepentido de Taboo combatieron al nigromante Glitternight, que transformó a Lissa Russell en una lobo-demonio; el proceso de curar a Lissa la purgó de la amenaza de la licantropía, aunque ella todavía la transmitiría a sus hijos. Después de luchar contra Morbius, el Vampiro Viviente y matar al demonio adorado por Brad Wrangle, el hombre lobo fue trasladado brevemente a la dimensión dividida Biphasia por el satanista Joaquin Zaire, y él ayudó a Paingloss contra el hechicero Sardanus. Durante un viaje de esquí posterior, el Hombre Lobo casi mató a Buck Cowan, después de lo cual fue capturado por el mercenario pagado por el Comité el Caballero Luna, quien lo liberó al darse cuenta de la humanidad de Jack y las intenciones del Comité. El hombre lobo se unió al Motorista Fantasma, el Hombre Cosa, y Morbius en involuntariamente matar al alienígena benevolente Semillas Estelares, que pretende curarlos a todos.
El hombre lobo, Topaz, y otros, entonces combatieron y fueron casi enloquecidos por el fantasma del siglo XIX negro mago Belaric Marcosa, pero ellos liberaron a los espíritus atrapados de los enemigos de Marcosa, que lo destruyeron, y los espíritus agradecidos curaron a Buck. Los Tres enigmáticos Que Son Todo (Serpiente Ardiente, Niño Cabra y El Encapuchado) - un antiguo grupo extradimensional que anteriormente había incluido a Noche Fría y un quinto miembro, Ojos de Fuego - enviaron a Jack, Topaz, Raymond Coker, y el Hermano Vudú a Haití, donde el hombre lobo y Ojos de Fuego destruyeron a Noche Fría. En el proceso, Jack obtuvo el control de su persona de hombre lobo, aunque todavía sólo se transformaba bajo claro de luna y aun así perdió el control durante las tres noches de la luna llena.

### Con otros héroes
El hombre lobo se unió a Iron Man contra el Merodeador Enmascarado de Maggia y sus Tri-Animan, y se unió a Spider-Woman contra el mercenario Forzador. El científico loco el Dr. Karl Malus, que capturó y realizó experimentos científicos sobre Russell para controlarlo contra Spider-Woman; Russell se escapó y detuvo a Malus con la ayuda de Spider-Woman. Russell se unió a Spider-Man en contra del Andrajoso, un exagente de Sarnak. Después de ser capturado temporalmente junto a un número de aventureros disfrazados por Locksmith, Russell comenzó a mutar a una forma más salvaje y lupina, un efecto tardío del tratamiento de Malus. Huyó del satanista Estrella Matutina (Schuyler Belial) y su Camino de la Mano Izquierda, que desean utilizar su sangre para convertirse en hombres lobo, entonces buscó la ayuda del ahora humano Michael Morbius para controlar su yo salvaje, dando lugar a una batalla con los Vengadores de la Costa Oeste. Con la ayuda de Iron Man, más tarde salvó a Lissa del intento de Morgan Le Fay de poseerla.

### El Turno de Noche
Posteriormente fue controlado mentalmente para unirse a la mayoría criminal Turno de Noche por Dansen Macabre. Russell fue el único miembro que sabía que su líder, la Mortaja, estaba utilizando al grupo para oponerse a otros criminales y evitar que causen daño a inocentes. Después de los encuentros con el Capitán América, el Caballero Luna, y los Vengadores, el hombre lobo finalmente desarrolló resistencia a los poderes de Macabre y se convirtió en el Turno de Noche, tras lo cual se fue a solas. Después de luchar contra Hulk en el Medio Oeste, Jack contactó el espíritu de su padre Gregor para curar su licantropía, pero le dijeron que iba a morir si no aceptaba su bestia. Durante la batalla con el fanático religioso Daga de Plata y los Comecerebros, un culto de hombres lobo transformados en el pasado por Russell, Jack acepta plenamente su yo lobo y su personaje fusionaron, alterando sus poderes y concediéndole control total y el mejor de los dos yoes.
Russell ayudó al Doctor Extraño en contra de los alienígenas Poseedores, el Turno de Noche contra una banda callejera de L.A. y el Motorista Fantasma contra un nuevo grupo de Comecerebros; Jack sobrevivió por poco a una batalla con Dientes de Sable y luchó un Wendigo no identificado en Canadá. Russell fue capturado por la científica criminal Sombra Nocturna que usó su sangre para crear la Patrulla Nocturna, un grupo de hombres lobo en Starkesboro, Massachusetts. El Capitán América - también transformó en un hombre lobo - liberó a Russell y llevó a los hombres lobo a derrotar al maestro de Sombra Nocturna, Dredmund el Druida, que había utilizado la Piedra Divina (antigua joya del Hombre Lobo) para convertirse brevemente en el poderoso Lobo Estelar. La Patrulla Nocturna fue curada, después de lo cual Russell se vio envuelto en un conflicto que involucra a los Hijos de la Medianoche y fue asesinado por Switchblade (el loco Blade potenciado por el Libro Oscuro), pero Jack fue revivido una vez que la Profesora Louise Hastings rompió el hechizo de Switchblade. Russell se hizo amigo del otra vez pseudo-vampírico (y ahora endemoniado) Morbius, tuvo una visión de avisos en la luna causando locura en masa, y luchó contra los Duendes Lilin, Mr. Hyde, y el sádico Morphine. Jack tuvo una aventura con la exnovia poseída de Morbius Martine Bancroft.

### Perdiendo el control
Jack comenzó a volver a perder el control del hombre lobo, encerrándose en una jaula bajo lunas llenas, e incluso vislumbrando visiones del infierno como él se transforma. Del moribundo líder del Culto de la Tercera Luna, Walter Clark, Russell se enteró de que sólo la legendaria Hoja Lupina podría controlar su yo lupino. Con la ayuda de Smedley, un misterioso benefactor, Russell recuperó las tres partes de la Hoja Lupina, luchó contra el Demonio Lobo original en una rama del infierno, completó el puzle al reaceptar ambos yo, y aparentemente recuperó el control. Sin embargo, después de que Jack visitó a los amigos de Freddie y el Lump desfigurado, Smedley le envió a investigar una serie de asesinatos, y las pruebas apuntaban a Jack como el asesino. Como Russell comenzó a mutar más, Smedley le dijo a Jack que no había sido lo suficientemente cuidadoso en su deseo de ser liberado del demonio lobo y que debe adoptar la enfermedad o le destruiría. Incierto de cómo lograr esto, Jack encuentra un confidente en Lump, que se preocupaba por el hombre lobo mientras se escondía en las alcantarillas. Mientras que la nueva novia de Jack, Roxanna, permaneció felizmente inconsciente de su doble existencia, el hombre lobo fue localizado por una pareja de detectives, escapando sólo después de ser asesinados por el Culto de la Tercera Luna. Aunque el destino posterior de Jack es desconocido, más tarde se le ve sintiendo la llegada del asesino místico Hellphyr.
En el one-shot Legión de los Monstruos: Hombre Lobo, Jack Russell llegó a Salvage, Alabama para salvar a una familia de hombres lobo respetuosos de la ley de ciudadanos encabezados por Cal Escher. La joven Rhonda era la única que queda en la familia después de que su madre y su hermana Suzie eligieron la muerte por pistola o cuchillo. La chica estaba ahogando sus penas en el bar de Sullivan junto al cementerio cuando la banda atacó, revelando su naturaleza de hombre lobo por medio de una carta de tarot («La luna») e intentando matarla. Russell intervino, transformándose en el hombre lobo mientras Rhonda decidió hacer lo mismo. Después de matar a la banda violenta, Russell y Rhonda salieron de la ciudad, decididos a controlar su enfermedad y vivir su vida sin miedo.
El Caballero Luna rescata a Jack de una empresa criminal en donde las muestras de su sangre se utilizan para mutar temporalmente a personas sin hogar en pseudo-hombres lobo que luego son provocados para luchar entre sí como un deporte espectáculo. El Caballero Luna libera a Jack, que ha degenerado en un estado salvaje casi sin juicio, de sus captores; el hombre lobo procede a masacrar tanto a sus torturadores como al Caballero Luna, que lo somete antes de restaurar su libertad.

### Marvel Zombies 4
El Hombre Lobo aparece como parte del nuevo equipo Hijos de la Medianoche para cazar los zombis que escaparon de la sede de A.R.M.O.R. y prevenir que el contagio se propague. Antes de la misión del equipo, él graba una video voluntad y testamento diciéndole a su hermana que está feliz en la vida. Le dieron una vacuna desarrollada por Morbius. En su búsqueda de desaparecido Masacre zombi, el equipo lucha y mata a Hombres Pez zombis y su líder, Piraña. Después de pelear con el Turno de Noche de Hood y ver al aliado Hombre Cosa aparentemente muriendo en una batalla contra Masacre, la vacuna de Russel le falla y se convierte en un zombi. A continuación, se enfrenta a Jennifer Kale. Él pelea con Morbius, que se da cuenta de que la forma de hombre lobo de Jack no está sujeta al virus, y Jennifer Kale convoca un hechizo de luz de la luna para convertirlo en el hombre lobo. Jack es restaurado a la normalidad cuando Jennifer y Garra Negra confinan el virus zombi dentro del Zombie (Simon Garth).

### Castigador
Después de la muerte de Frank Castle, Morbius reconstruye al Castigador y consigue su ayuda para salvar a los monstruos de la extinción. Jack Russell, Hombre Cosa, y la Momia Viviente son parte de la Legión de los Monstruos que combaten a aquellos que matan a todos los monstruos.

### Factor-X
Russell aparece entre muchos seres místicos de naturaleza lupina y felina atraído a la sede de Investigaciones Factor-X por el nacimiento inminente del hijo de la mutante Loba Venenosa, engendrado por el príncipe lobo asgardiano Hrimhari. Mientras que muchos de los seres reunidos desean adquirir al niño para sus propios fines (por su condición como un híbrido de humano mutante y dios asgardiano), Russell parece decidido a proteger a la madre y al niño, comparando la llamada que le hizo a Loba Venenosa con el himno «Venid todos los fieles», y los lleva a los bosques del Nueva York septentrional para ocultarse. Una vez que el niño nace, es rechazado por una Loba Venenosa sacudida por su viciosa y salvaje naturaleza y sus propias creencias religiosas. El cachorro parece estar atrapado en una convergencia de las fuerzas místicas que lo buscan, desapareciendo explosivamente de la Tierra, sin embargo, Russell encuentra al niño escondiéndose en una cueva (desconocido para su madre y los demás miembros de Factor X), y lo toma bajo su cuidado.
Deadpool, tras la disolución de Mercs por Dinero, descubrió que Russell tenía un romance con su esposa Shiklah. Deadpool luego voló rápidamente la cabeza de Jack con un trabuco, pero Shiklah reveló que Jack sobreviviría.

### Jake Gomez
Jake Gomez es un niño de ascendencia Hopi que vive en el desierto de Sonora (México), y que experimentó su primera transformación de hombre lobo a la edad de 13 años debido a una maldición en su familia. Pudo controlar su forma de hombre lobo con la ayuda de su abuela Rora y su hermana Molly, donde la música ayudó a controlar sus emociones a diferencia de cómo operaba el padre de Jake. Jake apareció por primera vez cuando los cazadores estaban cazando conejos en las tierras tribales de los indios Hopi y lucharon contra ellos. Rora le aconsejó que tuviera cuidado en la misión en Life Pharmaceuticals, donde trabajaba en el día debido a que el gobierno perseguía a superhéroes adolescentes. Jake ataca dos vehículos que salen de Life Pharmaceuticals y descubre que uno de ellos contiene a las personas que han desaparecido del Rez el mes pasado. Luego se enfrenta a tres figuras monstruosas con partes cibernéticas en ellas.

## Poderes y habilidades
Jack Russell es un descendiente de la rama místicamente alterada de humanos conocidos como licántropos. Bajo la luz de la luna Jack se transforma en el hombre lobo, una forma grande y poderosa que es un híbrido entre humano y lobo; de esta forma, posee las mejores cualidades de ambas criaturas, conservando su intelecto humano completo y capacidad de razonamiento, mientras que obtiene las ventajas físicas proporcionadas de un lobo. En esta forma, posee fuerza sobrehumana, velocidad, resistencia, durabilidad, agilidad y reflejos. Posee sentidos mejorados, incluyendo sentidos sobrehumanos agudos del oído, el olfato y el gusto, y puede ver más allá del espectro de luz visible para los humanos normales en las gamas ultravioleta e infrarroja. Sus percepciones de infrarrojos, en particular, es tan aguda que puede juzgar el estado físico y mental de una persona simplemente observando los patrones de calor en el cuerpo de esa persona. Tiene dientes afilados y garras capaces de desgarrar metales ligeros. El hombre lobo es resistente a muchos tipos de lesiones convencionales y casi imposible de matar por medios convencionales; a pesar de que puede ser gravemente herido, se recupera de las heridas no mortales 10 veces más rápido que lo haría un humano. Es vulnerable a un ataque mágico y como todas las criaturas sobrenaturales él puede ser asesinado por armas de plata, debido a su inherente «pureza» mística. En un momento tenía poco control sobre su forma de lobo hombre, que era cada vez más bestial y salvaje, y es probable que tenga menos control bajo la luna llena.
Aunque en un momento sus transformaciones se rigen por el ciclo lunar, Russell ganó pleno dominio sobre su condición y dejó de ser limitado de alguna manera por las fases lunares, lo que le permitió transformarse en cualquier momento del día o de la noche. Esta transformación es indolora y totalmente bajo su control en todo momento; puede transformar su cuerpo entero o una parte aislada que elija. La luz del sol le causó una irritación leve, y mientras sus transformaciones eran totalmente voluntarias, puede experimentar un aumento de la necesidad de transformarse durante la luna llena. No estaba claro si podía controlar cualquier herida que infligiera que volviera a otros hombres lobos.
A lo largo de sus aventuras, Russell se convirtió en una especie de hechicero novato, a menudo usando hechizos y objetos encantados para ayudarle en situaciones específicas.

## Otras versiones
En la Tierra 666 de Marvel, una versión del hombre lobo apareció en Supernatural Tourbook y Supernaturals #1-4

## En otros medios

### Televisión
- Hombre Lobo aparece en The Super Hero Squad Show con la voz de Rob Paulsen. En el episodio «Este Hombre Cosa, este monstruo», Iron Man llega y ayuda al Hombre Lobo a combatir un ejército de momias dirigido por N'Kantu, la Momia Viviente hasta que su novia Ellen es capturada. Junto con Iron Man y el Hombre Cosa, Hombre Lobo combate a Drácula y su ejército momia. Después de que Drácula se retira, se descubre que Ellen fue convertida en vampiro y se une al Hombre Lobo y Hombre Cosa al formar un equipo que defiende la ciudad de los futuros ataques de monstruos.
- Hombre Lobo aparece en la serie de televisión Ultimate Spider-Man, segunda temporada, con la voz de Ross Lynch (de la serie «Austin & Ally»).[52] En los episodios temáticos de Halloween titulados «Blade» y «Los Comandos Aulladores», es miembro de los Comandos Aulladores de Nick Fury y parece haber tenido una mala historia con Blade.
- Hombre Lobo aparece en Hulk and the Agents of S.M.A.S.H., segunda temporada (2015), con la voz de Nolan North.[53] En el episodio, «Comandos Hulkeadores», aparece como miembro de los Comandos Aulladores de Nick Fury, cuando el y su equipo se enfrentan a los Hulks para aprehenderlos, pero tuvieron que unir sus fuerzas al enfrentar a Dormammu que convierte a la humanidad en Seres sin Mente y luego se convierte en uno de ellos, junto a Blade, y también a los otros Hulks: She-Hulk, Hulk Rojo y Skaar. En el episodio «Planeta Monstruo» [Pt. 2], el Hombre Lobo está con los Comandos Aulladores cuando ayudan a los Agentes de S.M.A.S.H. y los Vengadores a combatir las fuerzas de la Inteligencia Suprema.
  - En el episodio 21, «Un Futuro Aplastante, Parte 3: Drácula», presentó al abuelo del Hombre Lobo (también expresado por Nolan North) quien estuvo presente en 1890 durante la era victoriana y ayudó a Hulk, el Monstruo de Frankenstein y N'Kantu, la Momia Viviente a frustrar al Líder y el plan de Drácula para cubrir la Tierra en la oscuridad con su Horno Gamma.
- Un especial de televisión basado en Hombre Lobo y ambientado en el Universo cinematográfico de Marvel fue estrenado en Disney+ en octubre de 2022,[54] con Jack Russell interpretado por Gael García Bernal.[55] Se infiltra en un evento de caza organizado por Verussa Bloodstone para rescatar a su amigo Ted / Man-Thing con la ayuda de Elsa Bloodstone.

### Películas
- Se anunció una adaptación cinematográfica de Werewolf by Night, escrita por Robert Nelson Jacobs, y se esperaba que comenzara a filmarse en 2005. Sin embargo, no se produjeron más desarrollo desde entonces.[56] La película habría presentado una versión original del personaje llamado Jake Lightman y Silver Dagger, un personaje de Doctor Strange, como el villano principal.[57]

### Videojuegos
- Russel aparece en Marvel vs Capcom 3: Fate of Two Worlds en el final de Jill Valentine. Él la ataca y Blade junto a otros monstruos de Marvel.
- Hombre Lobo es un personaje jugable en Marvel Super Hero Squad Online.
- Hombre Lobo es un personaje jugable en Marvel Contest of Champions.

## Colecciones
- Hombre Lobo Esencial
  - El vol. 1 incluye Marvel Spotlight #2-4, Hombre Lobo #1-21, Marvel Team-Up #12, Giant-Size Creatures #1, y La tumba de Drácula #18, 576 páginas, octubre de 2005, ISBN 978-0785118398
  - El vol. 2 incluye Hombre Lobo #22-43, Giant-Size Werewolf #2-5, y Marvel Premiere #28, 576 páginas, noviembre de 2007, ISBN 978-0785127253
- La tumba de Drácula Esencial El vol. 1 incluye Hombre Lobo #15, 560 páginas, 2004, ISBN 978-0785109204
- Monstruo de Frankenstein Esencial incluye Giant-Size Werewolf #2, 496 páginas, octubre de 2004, ISBN 978-0785116349
- Caballero Luna Esencial El vol. 1 incluye Hombre Lobo #32-33, 560 páginas, marzo de 2006, ISBN 978-0785120926